# دنیس شلیخوف
دنیس شلیخوف (اوکراینی: Денис Васильович Шеліхов؛ زادهٔ ۲۳ ژوئن ۱۹۸۹) بازیکن فوتبال اهل اوکراین است.
از باشگاه‌هایی که در آن بازی کرده‌است می‌توان به باشگاه فوتبال دنیپرو اشاره کرد.
وی همچنین در تیم ملی فوتبال زیر ۲۱ سال اوکراین بازی کرده‌است.